# Enderleina
Enderleina is een geslacht van steenvliegen uit de familie borstelsteenvliegen (Perlidae). De wetenschappelijke naam van het geslacht is voor het eerst geldig gepubliceerd in 1960 door Jewett.

## Soorten
Enderleina omvat de volgende soorten:
- Enderleina bonita Stark, 1989
- Enderleina flinti Stark, 1989
- Enderleina froehlichi Ribeiro-Ferreira, 1996
- Enderleina preclara Jewett, 1960
- Enderleina yano Stark, 1989